# William P. Dillingham

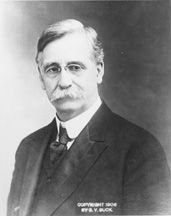
William P. Dillingham

William Paul Dillingham (* 12. Dezember 1843 in Waterbury, Washington County, Vermont; † 12. Juli 1923 in Montpelier, Vermont) war ein US-amerikanischer Politiker und von 1888 bis 1890 Gouverneur des Bundesstaates Vermont. Zwischen 1900 und 1923 vertrat er seinen Staat im US-Senat.

## Frühe Jahre
William Dillingham war der Sohn von Paul Dillingham, der zwischen 1865 und 1867 Gouverneur von Vermont gewesen war. Später wurde er Schwager von Matthew H. Carpenter, einem US-Senator aus Wisconsin. William Dillingham besuchte die öffentlichen Schulen seiner Heimat. Nach einem anschließenden Jurastudium an der Albany Law School und in Milwaukee wurde er im Jahr 1867 als Rechtsanwalt zugelassen. Daraufhin begann er in Waterbury in diesem Beruf zu arbeiten. Während des Bürgerkriegs wurde er wegen seines schlechten Gesundheitszustandes vom Militärdienst befreit.

## Politischer Aufstieg
Wie sein Vater wurde auch William Dillingham Mitglied der Republikanischen Partei. Zwischen 1872 und 1876 war er Bezirksstaatsanwalt im Washington County. In den Jahren 1876 und 1884 war er Abgeordneter im Repräsentantenhaus von Vermont. Dazwischen war er 1878 und nochmals 1880 Mitglied des Staatssenats. Zwischen 1874 und 1876 gehörte er dem Beraterstab von Gouverneur Asahel Peck an, von 1882 bis 1888 war Dillingham Steuerbeauftragter in Vermont (Tax Commissioner).

## Gouverneur von Vermont
Im Jahr 1888 wurde William Dillingham zum neuen Gouverneur seines Staates gewählt. Er trat seine zweijährige Amtszeit am 4. Oktober 1888 an. Als Gouverneur setzte er die Schulreformen seines Vorgängers Ebenezer J. Ormsbee fort. Außerdem entstand in Dillinghams Amtszeit in Vermont eine Nervenheilanstalt. Mit einem Gesetz wurden Wetten auf Wahlergebnisse verboten.

## US-Senator
Nach dem Ende seiner Gouverneurszeit am 2. Oktober 1890 wurde Dillingham Präsident der Waterbury National Bank. Dieses Amt behielt er bis zu seinem Tod im Jahr 1923. Außerdem war er Kurator einiger Schulen. Im Jahr 1900 wurde er nach dem Tod von Justin Smith Morrill als dessen Nachfolger zum Class-3-Senator im US-Kongress gewählt. Dieses Amt war zwischenzeitlich bis zur Wahl Dillinghams von Jonathan Ross ausgefüllt worden. In den Jahren 1903, 1909, 1914 und 1920 wurde Dillingham jeweils wiedergewählt. Damit verblieb er bis zu seinem Tod am 12. Juli 1923 im Senat in Washington. Danach ging sein Sitz an Porter H. Dale. Im Senat war Dillingham Vorsitzender des Committee on Transportation Routes to the Seaboard und des Immigrationsausschusses. Außerdem war er Mitglied im Committee on Privileges and Elections und des Ausschusses, der sich mit der Gründung der University of the United States befasste. Gleichzeitig zu seinem Mandat als Senator war Dillinghan zwischen 1907 und 1911 Leiter der US-Einwanderungsbehörde. Sowohl in dieser Eigenschaft als auch als Senator war er gegen eine unbegrenzte Einwanderung in die Vereinigten Staaten. Er fürchtete um die protestantische Vorherrschaft in den USA und glaubte, Amerika würde durch zu viele Einwanderer mit Armut und Kriminalität überschwemmt. Mit seiner Frau Mary Ellen Shipman hatte er ein Kind.